# Martinsville (Indiana)
Martinsville is een plaats (city) in de Amerikaanse staat Indiana, en valt bestuurlijk gezien onder Morgan County.

## Demografie
Bij de volkstelling in 2000 werd het aantal inwoners vastgesteld op 11.698.
In 2006 is het aantal inwoners door het United States Census Bureau geschat op 11.791, een stijging van 93 (0,8%).

## Geografie
Volgens het United States Census Bureau beslaat de plaats een oppervlakte van
11,6 km², geheel bestaande uit land. Martinsville ligt op ongeveer 184 m boven zeeniveau.

## Plaatsen in de nabije omgeving
De onderstaande figuur toont nabijgelegen plaatsen in een straal van 20 km rond Martinsville.